# 김홍근 (법조인)
김홍근(金洪根, 1931년 ~ 2016년 7월 22일)는 경상남도 창원시에서 태어나 1950년 진주사범학교를 졸업하고 제6회 고등고시 사법과에 합격한 법조인이다. 1959년 부산지방법원 판사로 법관 생활을 시작해 서울고등법원 부장판사를 하였으며 전주지방법원, 대전지방법원, 수원지방법원, 대구고등법원, 서울고등법원에서 법원장을역임하였다. 이후 법무법인 중부종합의 대표변호사를 지냈다.